# Hai Duong (provincie)
Hai Duong (vietnamsky Hải Dương) je provincie na severu Vietnamu. Žije zde přibližně 1,95 milionu obyvatel. Hlavní město je Hải Dương.

## Geografie
Sousedí s provinciemi Bac Giang, Quang Ninh, městem Haiphong, Thai Binh, Hung Yen a Bac Ninh. Leží na severu Vietnamu v hustě osídleném regionu delty Rudé řeky, mezi velkými městy Hanoj a Haiphong.